# 2. Fußball-Liga (Slowakei)
Die 2. liga ist die zweithöchste slowakische Spielklasse im Fußball der Männer.

## Geschichte
Seit der Saison 2014/15 trägt die Liga den Sponsorennamen DOXXbet liga nach dem slowakischen Sportwetten-Anbieter DOXXbet. Sie entstand in heutiger Form im Jahre 1993, nach der Teilung der ČSSR. Sie bestand anfangs von 1993 bis 2007 aus 16 Mannschaften, außer von 1997 bis 2002, wo 18 Mannschaften teilnahmen. Von der Saison 2007/08 bis 2013/14 war das System gleich der Fortuna liga (12 Mannschaften). Der einzige Unterschied war, dass zwei Mannschaften absteigen. Zur Saison 2014/15 wurde der Modus der Liga geändert. Statt der zwölf Vereine in einer Liga, wurde der Spielbetrieb in zwei Gruppen (West und Ost) mit je zwölf Teams aufgeteilt. Ab der Saison 2017/18 wird wieder in einer einheitlichen Liga mit 16 Mannschaften gespielt.
In Jahren 1997 bis 2011 hatte sie den Namen 1. Liga getragen, seit dem Sommer 2011 heißt sie wieder 2. Liga.

## Modus
Die 16 Mannschaften spielen an 30 Spieltagen in einer Hin- und einer Rückrunde jeweils zweimal gegeneinander. Der Meister steigt direkt auf. Der Zweitplatzierte hat die Möglichkeit, in zwei Play-off-Spielen gegen den Elften der 1. liga aufzusteigen. Die letzten zwei Mannschaften steigen direkt in die 3. liga ab.

## Meister ab 1994
| - 1993/94: BSC JAS Bardejov - 1994/95: FC Nitra - 1995/96: MŠK Žilina - 1996/97: MFK SCP Ružomberok - 1997/98: FC Nitra - 1998/99: DAC Dunajská Streda - 1999/00: ŠK Matador Púchov - 2000/01: FK ZTS Dubnica - 2001/02: FC Spartak Trnava - 2002/03: Dukla Banská Bystrica - 2003/04: MŠK Rimavská Sobota | - 2004/05: FC Nitra - 2005/06: MFK Košice - 2006/07: FC Zlaté Moravce - 2007/08: 1. FC Tatran Prešov - 2008/09: FK Senica - 2009/10: FC Zlaté Moravce - 2010/11: FK AS Trenčín - 2011/12: TJ Spartak Myjava - 2012/13: DAC Dunajská Streda - 2013/14: FO ŽP ŠPORT Podbrezová - 2014/15: MFK Zemplín Michalovce | - 2015/16: 1. FC Tatran Prešov - 2016/17: FC VSS Košice 1 - 2017/18: ŠKF Sereď - 2018/19: FK Pohronie - 2019/20: MFK Dubnica 2 - 2020/21: MFK Tatran Liptovský Mikuláš - 2021/22: FO ŽP ŠPORT Podbrezová - 2022/23: FC Košice - 2023/24: KFC Komárno - 2024/25: 1. FC Tatran Prešov |